# Megdovas
Megdovas (græsk: Μέγδοβας, Græsk udtale: [ˈmeɣðovas]), også kendt som Tavropos (græsk: Ταυρωπός, [tavroˈpos]), er en flod, der løber gennem de regionale enheder Karditsa og Evrytania i Grækenland. Den er 60 kilometer lang.

## Geografi
Floden begynder i Agrafa- bjergene i den vestlige del af Karditsa. Ifølge Dr. Kent Bunting har den siden 1950'erne løbet af ud i Plastirassøen, et reservoir, der leverer elektricitet og vand til Thessalien og Centralgrækenland. Den løber ind i Evrytania og løber gennem en dyb, skovklædt dal med et par små landsbyer og stenbroer. Siden 1967 munder det ud i Kremasta-reservoiret, som drænes af Acheloos. Den danner grænsen mellem Evrytania og Aetolia-Acarnania. Den græske nationalvej 38 ( Agrinio - Karpenisi - Lamia ) krydser floden med en bro nær landsbyen Episkopi.

## Steder langs floden
- Pezoula
- Karoplesi
- Neraida
- Dafni
- Viniani
- Psilovrachos